# Nagy Lajos (geológus)
Nagy Lajos (Erdőd, 1921. december 23. – Kolozsvár, 1982. július 13.) erdélyi magyar geológus, geológiai szakíró, egyetemi oktató.

## Életútja
1921. december 23-án született a partiumi Erdődön. 1940-ben érettségizett Nagykárolyban, majd 1944-ben a debreceni egyetem természettudományi karán végzett geológia szakon. Tanári diplomáját a kolozsvári magyar egyetemen szerezte. 1945-ben Debrecenben védte meg doktori értekezését Erdőd vidéke földrajzából.
1944–1948 között kezdte pályáját Nagykárolyban, mint a Piarista Gimnázium, majd a Pedagógiai Líceum tanára, illetve 1948–1950 között igazgatója. 1951-ben kezdte egyetemi tevékenységét a Bolyai Tudományegyetemen adjunktusként, majd előadó tanár lett a Földtan-Földrajzi Kar földtan–ásványtani tanszékén. 1952–1953 között tanügy-minisztériumi osztályigazgató volt Bukarestben; visszatérve a Bolyai Tudományegyetemre, a Földrajz-Földtan Kar dékánja, majd prodékánja lett. E tisztségét megtartja 1959 után, az egyesített Babeș–Bolyai Tudományegyetemen is.
Többek között Románia regionális földtanát oktatta a Bolyai Egyetemen, kutatási tevékenysége pedig elsősorban a Székelyföld területére eső medencebeli neogén üledékek rétegtana és földtani térképezése volt, melyet a Román Földtani Intézettel való szerződéses keretben végzett. Munkájában Fuchs Herman (1915-1996) tanszéki kollégája parányőslénytani meghatározásaira támaszkodott, aki az erdővidéki pliocén puhatestűek morfostatisztikájával is foglalkozott.
Fő kutatási területe az Erdélyi-medence keleti részén levő Sóvidék volt, de foglalkozott a Hargita keleti oldalának vulkáni képződményeivel is.
Első munkája 1956-ban az erdélyi diapir-öv Sajó és Nyárád közötti részének sztratigráfiai és tektonikai viszonyai címmel jelent meg. A két egyetem közös közleménysorozatában 1957-ben a Szovátától északra elterülő vidék geológiájával foglalkozott (Studia Universitatum Babeş et Bolyai 1957).
A Román Geológiai Társaság munkatársaként végzett vizsgálati eredményei és szakszerűen kidolgozott geológiai térképei a társaság kézirattárában maradtak. A romániai földtani kutatásokról s a földtani térképezés fejlődéséről a Korunkban számolt be (1958/4).

## Fő munkája
- A Román Népköztársaság földtana I-II. (egyetemi jegyzet, Kv. 1958); ennek rövidített változata 1960-ban a Tudományos Könyvkiadónál önálló kötetben is megjelent.